# Earl Dodd
Glenn Earl Dodd (Wood River, 1º novembre 1924 – Alton, 30 ottobre 2004) è stato un cestista statunitense, professionista nella NBA.

## Carriera
Venne selezionato dai St. Louis Bombers nel Draft BAA 1949.